# Robba (religiosa)
Robba (384 – 434) è stata una monaca berbera e martire donatista.
Sorella di Onorato, vescovo di Aquae Sirenses, assassinata nel 434 da traditores cattolici. Ella «meritò la palma del martirio e l'erezione di una basilica» ad Ala Miliara (oggi Beniane, 37 km a sud-sud-est di Mascara, nella wilaya di Mascara in Algeria), tra il 434 e il 439. Robba era il simbolo dei Donatisti.
L'edificio, le cui rovine sono state scavate, era la parte orientale di un recinto fortificato, un importante accampamento militare (castra) della Mauretania Caesariensis, il più grande accampamento dell'Africa dopo quello di Lambaesis. Secondo Maurice Lenoir, la basilica donatista è il riutilizzo o il restauro, prima del 422, dei Principia (quartier generale) dell'accampamento, abbandonati dalle truppe nel IV secolo. Sono state rinvenute sette tombe datate dalle iscrizioni funerarie tra il 422 e il 434. L'epitaffio di Robba era inciso su una parete della cripta centrale sotto l'abside della basilica.
Il suo epitaffio, estratto dalla sua tomba da Rouziès, un maestro di scuola di Tizi, è l'unico epitaffio mai trovato di martiri donatisti. Stéphane Gsell lo inviò al Musée du Louvre di Parigi, dove è esposto. Il testo è il seguente:
(AE 1899, 00160)
Stéphane Gsell osserva che questa data coincide con la conquista della regione da parte dei Vandali, e la perdita di controllo da parte delle autorità imperiali potrebbe aver causato la ripresa dei disordini religiosi, di cui Robba sarebbe stata una vittima.